# 30096 Glindadavidson
30096 Glindadavidson è un asteroide della fascia principale. Scoperto nel 2000, presenta un'orbita caratterizzata da un semiasse maggiore pari a 2,4618621 UA e da un'eccentricità di 0,1641149, inclinata di 2,61057° rispetto all'eclittica.